# Parasòmnia
Les parasòmnies són una categoria de trastorns del son que impliquen moviments, conductes, emocions, percepcions i somnis anormals que es produeixen en adormir-se, durant el son, entre les etapes del son o en despertar-se. Les parasòmnies són estats de son dissociats que emergeixen durant les transicions entre la vigília, el son sense moviments oculars ràpids (NREM, de l'anglès non-rapid eye movement sleep) i el son REM i les seves combinacions.

## Classificació
La versió més recent de la classificació internacional de trastorns del son (ICSD, 3a. Ed.) utilitza la dissociació de l'estat com a paradigma de les parasòmnies. A diferència d'abans, on el despertar, el son NREM i el son REM eren considerats estats exclusius, les investigacions han demostrat que les combinacions d'aquests estats són possibles i, per tant, poden donar lloc a estats inestables inusuals que podrien eventualment manifestar-se com a parasòmnies o com a nivells de consciència alterats.
Tot i que la definició anterior és tècnicament correcta, conté mancances. La consideració del paradigma de dissociació de l'estat facilita la comprensió del trastorn del son i proporciona una classificació de deu categories bàsiques.

## Parasòmnies relacionades amb el son sense moviments oculars ràpids (NREM)
Les parasòmnies NREM són trastorns del despertar que es produeixen durant l'estadi 3 (o 4 per l'estandardització R&amp;K) del son NREM, també conegut com a son d'ones lentes (SWS). Són causats per una activació fisiològica en què el cervell del pacient surt del son d'ones lentes (SWS, de l'anglès slow-wave sleep) i queda atrapat entre un estat de son i vigília. En particular, aquests trastorns impliquen l'activació del sistema nerviós autònom, del sistema motor o de processos cognitius durant les transicions de son-vigília.
Algunes parasòmnies NREM (somnambulisme, terrors nocturns i despertar confusional) són freqüents durant la infància, però disminueixen en freqüència amb l'edat. Poden ser desencadenades en determinats individus per l'alcohol, la privació del son, l'activitat física, l'estrès emocional, la depressió, alguns medicaments o una malaltia alterada. Altres trastorns específics són el síndrome d'alimentació nocturna, la sexòmnia, el bruxisme, la jactatio capitis nocturna, la síndrome de les cames inquietes i la somnilòquia.

### Diagnòstic diferencial de parasòmnies NREM[1]
- Respiració desordenada del son
- Parasòmnies relacionades amb REM
- Convulsions nocturnes
- Trastorns dissociatius psicogènics

### Despertars confusionals
El despertar confusional és una condició en què un individu es desperta del son i roman en un estat confós. Es caracteritza pel despertar parcial de l'individu i l'asseure's mirant al seu voltant. Solen romandre al llit i després tornen a dormir. Aquests episodis tenen una durada des de segons fins a minuts i poden no ser reactius als estímuls. El despertar confusional és més freqüent en la mainada que en persones adultes. Té una prevalença de vida del 18,5 per cent en la mainada i una prevalença de la vida d'entre 2,9 i 4,2 per cent en els adults. Els nadons i els nens petits experimenten despertars confusionals que comencen amb grans quantitats de moviments i gemecs, els quals poden progressar posteriorment a crits puntuals o a plors inconsolables. En casos rars, els despertars confusionals poden causar ferides i accidents de trànsit per somnolència, per la qual cosa també es poden considerar perillosos. Un altre trastorn del son pot estar present desencadenant aquests despertars incomplets.

#### Comportament sexual anormal relacionat amb el son
El comportament sexual anormal relacionat amb el son, també anomenat sexsòmnia, és una forma de despertar confusional que pot superposar-se al somnambulisme. En ells, la persona duu a terme actes sexuals mentre dorm. Pot incloure actes com la masturbació, tocaments inadequats a ells mateixos o a altres persones, relacions sexuals amb una altra persona i, en casos més extrems, agressions sexuals. Aquests comportaments són inconscients, es produeixen sovint sense somiar i comporten implicacions clíniques, socials i legals. Té una prevalença de vida del 7,1 per cent i una prevalença anual del 2,7 per cent.

### Somnambulisme
El somnambulisme té una prevalença de l'1 al 17 per cent a la infància, amb les freqüències més altes al voltant dels onze a dotze anys. Al voltant del 4 per cent dels adults experimenten somnambulisme. Els cicles normals de son inclouen estats que varien des de la somnolència fins al son profund. Cada vegada que un individu dorm passa per diverses seqüències de son NREM i REM. L'ansietat i la fatiga sovint estan relacionades amb el somnambulisme. Per a adults, l'alcohol, els sedants, els medicaments, les condicions mèdiques i els trastorns mentals estan associats al somnambulisme. El somnambulisme pot implicar asseure's i semblar despert quan l'individu està realment adormit, aixecar-se i caminar, moure objectes o despullar-se. Sovint es mostren confusos quan es desperten o obren els ulls durant el son. El somnambulisme es pot associar a la somnilòquia.

### Terrors nocturns
El terror nocturn és el trastorn del despertar més disruptiu, ja que pot comportar forts crits i pànic; en casos extrems, pot provocar danys corporals o danys a la propietat al córrer o colpejar parets. Tots els intents de consolar la persona són inútils i poden allargar o intensificar l'estat confós de la víctima. Normalment la víctima experimenta amnèsia després de l'esdeveniment, però pot no ser amnèsia completa. Fins al 3 per cent dels adults pateixen terrors nocturns, que poden ser des de lleus fins a extremadament violents. Són molt freqüents en els quals pateixen un trastorn per estrès posttraumàtic violent (TEPT). Normalment es produeixen en l'estadi de son 3.

### Trastorn d'alimentació relacionat amb el son
El Manual de diagnòstic i estadística dels trastorns mentals (DSM-V) classifica el trastorn d'alimentació relacionat amb el son sota el somnambulisme, mentre que la Classificació Internacional dels Trastorns del son (ICSD, de l'anglès International Classification of Sleep Disorders) el considera com a parasòmnia NREM. Es conceptualitza com una barreja de conducta alimentària excessiva i trastorn del despertar. Per tant, es consumeixen de manera descontrolada aliments preferentment d'alt contingut calòric. Tot i això, no s'ha de confondre amb la síndrome d'alimentació nocturna, que es caracteritza per un consum excessiu d'aliments abans o durant el son en plena consciència. Atès que els trastorns alimentaris relacionats amb el son s'associen a altres trastorns del son, un tractament amb èxit del son pot reduir els símptomes d'aquesta parasòmnia.

## Parasòmnies relacionades amb els moviments oculars ràpids (REM)

### Trastorn del comportament del son REM
A diferència d'altres parasòmnies, el trastorn del comportament del son REM (RBD, de l'anglès REM behavior disorder) és més freqüent en la gent gran, i hi ha absència d'atonia muscular. Això permet que l'individu pugui representar els seus somnis i pugui resultar en lesions repetides (contusions, laceracions i fractures) a si mateixos o a d'altres. Els pacients poden prendre mesures d'autoprotecció enganxant-se al llit, utilitzant barricades de coixins o dormint en una habitació sense mobiliari. A més d'assegurar l'entorn on es dorm com un lloc segur, la teràpia farmacològica amb melatonina i clonazepam també s'utilitza com a tractament per al RBD, encara que pot no eliminar totes les conductes anormals. Abans d'iniciar un tractament amb clonazepam, s'hauria de fer un cribratge d'apnea obstructiva del son. Tot i això, el clonazepam s'ha de manejar amb cura a causa dels seus efectes secundaris significatius, com ara confusió matinal o deteriorament de la memòria, principalment en pacients amb trastorns neurodegeneratius amb demència.
Demogràficament, el 90 per cent dels pacients amb RBD són homes i la majoria té més de cinquanta anys. Tanmateix, aquesta prevalença en els homes podria estar esbiaixada a causa del fet que les dones solen tenir un tipus de malaltia menys violenta, cosa que condueix a menors informes als centres de son i a diferents característiques clíniques. Mentre que els homes poden tenir un comportament més agressiu mentre somien, les dones presenten més molèsties en el son. El RBD també pot estar influenciat per un compost genètic, ja que els parents de primer grau semblen tenir més possibilitats de desenvolupar RBD en comparació amb el grup control.
Els trets clínics típics del trastorn del comportament del son REM són: més prevalença en els homes; edat mitjana d'aparició de cinquanta a seixanta-cinc anys (rang de vint a vuitanta anys); vocalització, crits, juraments que poden estar associats als somnis; activitat motriu, senzilla o complexa, que pot provocar lesions al pacient o al company de llit; aparició generalment en la darrera meitat del període de son (son REM) i possibilitat d'estar associat a una malaltia neurodegenerativa
El RBD agut es produeix principalment com a conseqüència d'un efecte secundari en la medicació prescrita, normalment antidepressius. A més, l'abús de substàncies o la seva retirada poden causar la malaltia.
El RBD crònic és idiopàtic, és a dir, d'origen desconegut, o associat a trastorns neurològics. Hi ha una associació creixent del RBD crònic amb trastorns neurodegeneratius (com la malaltia de Parkinson, la síndrome de Shy-Drager o la demència), com a indicador precoç d'aquests trastorns fins a deu anys. El RBD associat a trastorns neurològics està sovint relacionat amb una acumulació anormal d'alfa-sinucleina i més d'un 80 per cent dels pacients amb RBD idiopàtic pot desenvolupar la demència per cossos de Lewy. Els pacients amb narcolèpsia també tenen més probabilitats de desenvolupar RBD.
El diagnòstic es basa en la història clínica, inclosa la versió de la parella, i ha de ser confirmat per polisomnografia, principalment per la seva precisió a l'hora de diferenciar el RBD d'altres trastorns del son, ja que hi ha una pèrdua d'atonia REM amb un to muscular excessiu. Tot i això, els qüestionaris de cribratge, com ara el RBDSQ (de l'anglès REM sleep behavior disorder screening questionnaire), també són molt útils per diagnosticar la malaltia.

### Paràlisi del son aïllada recurrent
La paràlisi del son aïllada recurrent és la incapacitat de realitzar moviments voluntaris en adormir-se o en despertar-se. Tot i que l'individu afectat és conscient i el record és present, la persona no és capaç de parlar ni de moure’s. Tanmateix, la respiració no es veu afectada. Els episodis duren de segons a minuts i disminueixen espontàniament. La prevalença de vida és del 7 per cent. La paràlisi del son està associada a al·lucinacions relacionades amb el son. Els factors que predisposen al desenvolupament de la paràlisi de son aïllada recurrent són la privació del son, un cicle de son–vigília irregular (causat, per exemple, per un treball de torns) o l'estrès. Una possible causa podria ser la prolongació de l'atonia muscular del son REM al despertar.

### Trastorn de malsons
Els malsons són somnis associats principalment amb el son REM. El trastorn de malsons es defineix com a malsons recurrents associats amb una disfòria al despertar que malmet el son o el funcionament diürn. És poc freqüent en la mainada, però persisteix fins a l'edat adulta. Aproximadament dos terços de la població adulta han patit malsons almenys una vegada a la seva vida.

### Catatrènia
Abans de la ICSD-3, la catatrènia es classificava com a parasòmnia REM, però ara es classifica com un trastorn respiratori relacionat amb el son. Consisteix en retencions d'aire i gemecs en expirar durant el son, i es diferencia tant de la somnilòquia com de l'apnea obstructiva del son. El so es produeix durant l'exhalació en oposició al ronc que es produeix durant la inhalació. No sol notar-ho la persona que produeix el so, però pot ser extremadament inquietant per a les persones que dormen al seu costat, tot i que, un cop conscients, les persones que ho pateixen també solen despertar-se pel seu propi gemec. Els companys del llit generalment afirmen que els afectats fan una inspiració profunda, retenen l'aire, després exhalen lentament, sovint amb un crit agut o un gemec.

### Ereccions doloroses relacionades amb el son
Les ereccions doloroses només apareixen durant el son. Aquesta condició està present durant el son REM. L'activitat sexual no produeix cap dolor. No hi ha cap lesió o dany físic, i la causa podria ser una hipertonia del sòl pèlvic. Afecta homes de totes les edats, però sobretot a partir de la mitjana edat. Semblen eficaços alguns tractaments farmacològics com el propranolol, la clozapina, el clonazepam, el baclofen i diversos antidepressius.

## Altres parasòmnies

### Al·lucinacions relacionades amb el son
Les al·lucinacions relacionades amb el son són episodis breus d'imatges semblants a somnis que poden ser de qualsevol modalitat sensorial, és a dir, auditives, visuals o tàctils. Es diferencien entre les al·lucinacions hipnagògiques, que es produeixen a l'adormir-se, i les al·lucinacions hipnapòmpiques, que es produeixen al despertar-se. Tot i que individus sans han reportat al·lucinacions nocturnes, són més freqüents en comorbiditat amb altres trastorns del son, per exemple la narcolèpsia.

## Símptomes aïllats / variants de la normalitat

### Somnilòquia (parla durant el son)
Segons la ICSD-3 la somnilòquia no es defineix com un trastorn en concret. Es tracta més aviat d'un símptoma aïllat o d'una variant de la normalitat i va des d'un discurs aïllat fins a converses completes que no es recorden. Amb una prevalença de vida del 69 per cent, es considera bastant freqüent. Està associada a parasòmnies relacionades amb REM i amb trastorns del despertar. Es produeix en tots els estats de son. Fins ara, no hi ha disponible cap tractament específic per a aquest trastorn.

## Diagnòstic
Les parasòmnies es diagnostiquen sovint mitjançant qüestionaris. Aquests qüestionaris inclouen una anàlisi detallada de la història clínica i contenen preguntes per:
1. Descartar la privació del son
2. Descartar els efectes d'intoxicacions o abstinència
3. Descartar els trastorns del son que provoquen un son inestable
4. Descartar trastorns o tractaments mèdics associats a la inestabilitat del son
5. Confirmar la presència de parasòmnies NREM en altres membres de la família i durant la infància del pacient
6. Determinar la cronologia dels esdeveniments
7. Determinar la morfologia dels esdeveniments.[22]

A més, un diari del son és útil per excloure que la privació del son pugui ser un factor precipitant. Una eina addicional podria ser el registre dels esdeveniments per part de la parella de la persona afectada.
En casos potencialment nocius o pertorbadors, cal adreçar-se a un especialista en trastorns del son. La documentació polisomnogràfica en vídeo només és necessària en el trastorn del comportament del son REM (RBD), ja que es tracta d'un criteri essencial de diagnòstic a l'ICSD per demostrar l'absència d'atonia muscular i excloure els trastorns del son comòrbids. Per a la majoria de les altres parasòmnies, el seguiment polisomnogràfic és una eina costosa, però tot i així de suport, en el diagnòstic clínic.
L'ús d'actigrafia pot resultar d'utilitat en l'avaluació diagnòstica de les parasòmnies relacionades amb el son NREM, per exemple per descartar la privació del son o altres trastorns del son, com el trastorn del ritme circadiari, que sovint es desenvolupa entre els treballadors de torns. Tot i això, actualment no hi ha disponible cap tècnica normalitzada i generalment acceptada per identificar i quantificar els moviments periòdics de les extremitats en el son que distingeixi moviments resultants de parasòmnies, convulsions nocturnes i altres discinèsies. En definitiva, l'ús d'actigrafia per a parasòmnies en general és un debat en curs.

## Tractament
Les parasòmnies es poden considerar com a potencialment nocives per a un mateix, així com per a les parelles, i estan associades a altres trastorns. Els nens amb parasòmnies no han de sotmetre's a una intervenció mèdica, ja que tendeixen a recuperar-se del trastorn relacionat amb el NREM amb el procés de creixement. En aquests casos, els pares reben educació sobre la higiene del son per reduir i acabar amb els factors precipitants.
En adults, la psicoeducació sobre una correcta higiene del son pot reduir el risc de desenvolupar parasòmnia. Els estudis de cas han demostrat que les intervencions farmacològiques poden millorar els símptomes de la parasòmnia, encara que majoritàriament s'acompanyen d'efectes secundaris. Els tractaments conductuals com la teràpia de relaxació, el biofeedback, la hipnosi i la reducció de l'estrès, també poden ser útils, però no es consideren universalment efectius.

## Prognosi
Les parasòmnies relacionades amb NREM, que són habituals a la infància, mostren un bon pronòstic, ja que com que la gravetat disminueix amb l'edat, els símptomes solen resoldre’s durant la pubertat. Els adults que pateixen parasòmnies relacionades amb el NREM, però, es troben amb una persistència més forta dels símptomes i, per tant, la remissió completa és bastant improbable i també està associada a complicacions violentes, inclòs l'homicidi. La variant dels trastorns alimentaris relacionats amb el son és crònica, sense remissió, però tractable.
El trastorn del comportament del son REM (RBD) es pot tractar majoritàriament amb l'ús de melatonina o clonazepam. Tot i així, hi ha una comorbiditat elevada amb trastorns neurodegeneratius, fins a un 93% dels casos. La psicopatologia subjacent del trastorn de malsons complica l'establiment d'un pronòstic.
El pronòstic d'altres parasòmnies sembla favorable. Mentre que la síndrome del cap explosiu sol solucionar-se espontàniament, els símptomes de les al·lucinacions relacionades amb el son solen disminuir amb el pas del temps.